# شيبوكاوا (غونما)
مدينة شيبوكاوا (بالإنجليزية: Shibukawa) هي أحد المدن التابعة لمحافظة غونما. تأسست رسميًا في 20/02/2006. ويقدر عدد سكانها بـ 86134 نسمة حسب تقدير مكتب الإحصاء الياباني لعام 2012. تبلغ مساحة شيبوكاوا 240.42 كم2. بكثافة سكانية تبلغ 358 نسمة/كم2.

## توأمة
لشيبوكاوا (غونما) اتفاقيات توأمة مع كل من:
- فولينيو
- أبانو تيرمي

## أعلام
- يوزو تامورا
- تاكاهيرو فوجيوكا